# Jacky Ickx
Jacques Bernard "Jacky" Ickx (født 1. januar 1945) er en belgisk racerkører, der bl.a. har vundet 24-timers racerløbet i Le Mans 6 gange. Dermed er han den deltager i historien der har vundet næstflest gange, kun slået af danske Tom Kristensen.
Jacky Ickx har også kørt Formel 1, hvor han debuterede i Tysklands Grand Prix i 1966. Han kørte sine første formel 1 VM-grandprixer i en formel 2-bil, men var alligevel hurtigere end mange af de langt stærkere formel 1-biler. Jacky Ickx kørte formel 1 for Scuderia Ferrari i 1968, samt 1970-1973, og er dermed en af de meget få kørere, der er vendt tilbage til Ferrari. Ickx opnåede sit bedste resultat indefor formel 1, da han blev nummer 2 ved VM i 1970.